# Пол Бътърфийлд
Пол Вон Бътърфийлд (на английски: Paul Vaughn Butterfield) е американски блус певец и изпълнител на хармоника.

## Биография
Още в ранна възраст се докосва до класическата флейта и развива интерес към блус хармониката. Той изследва блус сцената в родния Чикаго, където се запознава с Мъди Уотърс и други гиганти в блуса, които го окуражават и приемат в своите джем сесии. Не след дълго, Бътърфийлд прави изпълнения с други блус ентусиасти като Ник Гравенайтис и Елвин Бишъп.
През 1963 г. той сформира Пол Бътърфийлд Блус Бенд, с които прави няколко поредни албума, и става основна част от графика на концертни и фестивални мероприятия от края на 60-те. Участва във Филморс, поп фестивала в Монтерей, и в Удсток. Те стават известни със смесицата от електрически чикагски блус и стимула на рока, както и с пионерската дейност в джаз фюжън изпълненията и записите. След като групата се разпада през 1971 г., Бътърфийлд продължава да прави записи и концерти в големи вариации от местоположения. Участва с Пол Бътърфийлдс Бетър Дейс, с ментора си Мъди Уотърс, както и с рутс-рок групата Бенд.
Докато все още записва музика, макар и с влошено здраве, Бътърфийлд загива на 44 години, през 1987 година. Музикалните критици го признават като основоположник на оригинална музика, която го нарежда сред най-добрите блус хармоника певци. През 2006 г. той влиза в Залата на славата на блуса и в Залата на славата на рокендрола през 2015 г. И двете комисии отбелязват уменията му с хармониката, както и приноса му за популяризирането на блус музиката пред по-млади и по-широки публики.